# Tomasz Snarski
Tomasz Snarski (ur. 28 września 1985 w Gdańsku) – polski adwokat, doktor nauk prawnych specjalizujący się w zakresie prawa karnego, filozofii prawa oraz praw człowieka, pracownik badawczo-dydaktyczny na Wydziale Prawa i Administracji Uniwersytetu Gdańskiego, filozof, poeta,  publicysta portalu Więź.pl, członek zespołu Laboratorium „Więzi”. 

## Życiorys
Pochodzi z rodziny o wileńskich korzeniach. Wychowywał się w gdańskiej dzielnicy Letnica. Mieszka w Gdańsku, jednakże utrzymuje stałe związki z Wilnem. Pasjonat Wilna i Wileńszczyzny. W 2024 roku TVP Wilno zrealizowało reportaż poświęcony związkom Tomasza Snarskiego z Wilnem, z serii "Wilno bardzo osobiste" (scenariusz i reż. Piotr Kuciński).  

## Wykształcenie i działalność naukowa
Jest absolwentem I Liceum Ogólnokształcącego im. M. Kopernika w Gdańsku. W 2008 roku został najlepszym trójmiejskim studentem w konkursie Czerwonej Róży, a w nagrodę otrzymał samochód Škoda Fabia.
Absolwent Wydziału Prawa i Administracji Uniwersytetu Gdańskiego, studia ukończył z pierwszą lokatą wśród swojego rocznika. Pracę magisterską z zakresu filozofii prawa, a poświęconą zagadnieniom sprawiedliwości transformacyjnej na przykładzie historii Chinese Canadian Head Tax, przygotował pod kierunkiem prof. dr hab. Jerzego Zajadło. Uchwałą Rady Wydziału Prawa i Administracji z dnia 27 lutego 2017 na podstawie rozprawy doktorskiej pt. Debata Hart – Fuller i jej znaczenie dla filozofii prawa uzyskał stopień naukowy doktora nauk prawnych. Rozprawa doktorska została uznana uchwałą Rady Wydziału Prawa i Administracji UG za wyróżniającą się. Promotorami w przewodzie doktorskim byli: prof. dr hab. Jerzy Zajadło oraz prof. Jarosław Warylewski. Recenzentami byli: prof. dr hab. Piotr Kardas oraz prof. dr hab. Kamil Zeidler. W 2020 ukończył magisterskie studia filozoficzne na Wydziale Nauk Społecznych Uniwersytetu Gdańskiego.
Uczeń Profesora Jarosława Warylewskiego. Od grudnia 2016 członek Gdańskiego Towarzystwa Naukowego, a od czerwca 2017 członek Stowarzyszenia Naukowców Polaków Litwy. Wiceprzewodniczący I Wydziału Nauk Społecznych i Humanistycznych Gdańskiego Towarzystwa Naukowego. Od 2023 roku członek Stowarzyszenia Filozofii Prawa i Filozofii Społecznej – Sekcja Polska IVR. 
Autor ponad stu prac naukowych i publicystycznych. Obszary zainteresowań badawczych Tomasza Snarskiego to: prawo karne, prawa człowieka, teoria prawa i filozofia prawa (zwłaszcza zagadnienia sprawiedliwości transformacyjnej i relacji pomiędzy prawem a moralnością), prawne aspekty wielokulturowości (w tym zwłaszcza prawna ochrona mniejszości narodowych i mniejszości etnicznych). Jest zdecydowanym przeciwnikiem kary śmierci. W książce „Kościół katolicki wobec kary śmierci. Między prawem a filozofią i teologią” broni zajętego w 2018 roku abolicjonistycznego stanowiska Kościoła katolickiego wobec kary śmierci, a jednocześnie proponuje, by miłosierdzie traktować jako najwyższą formułę sprawiedliwości, wykraczającą poza wszelkie znane dotychczas koncepcje sprawiedliwości prawa karnego, optując za pojednaniem, przebaczeniem, mediacją, mniej skupiając się na samej idei karania. Miłosierdzie miałoby być ideałem chrześcijańskiej sprawiedliwości. Poglądy Tomasza Snarskiego przedstawione w tej książce opierają się przede wszystkim na personalizmie chrześcijańskim (katolickim). Tomasz Snarski jest też autorem „gdańskiej koncepcji praw człowieka”, którą zaproponował w oparciu o treść proklamowanej w 2000 roku w Gdańsku Karty Powinności Człowieka.
Jako badacz relacji między prawem a wielokulturowością zaproponował także koncepcję „idealnego prawa wielokulturowego”, zawierającą m.in. katalog dezyderatów umożliwiających ocenę danego systemu prawnego z uwagi na stopień jego akceptacji dla zróżnicowania kulturowego społeczeństwa. Jest także autorem opracowań poświęconych prawniczym aspektom biografii i twórczości Czesława Miłosza, opublikowanych także w języku francuskim pt. "Czesław Miłosz. Un avocat qui écrivait de la poésie. Quelques remarques entre histoire, littérature et philosophie du droit" (tłum. Magdalena Popowska) i litewskim pt. "Czesławas Miłoszas – teisininkas. Užsispyrėlis, nemetęs nemėgstamų teisės studijų" (tłum. Birutė Jonuškaitė). 
W 2019 laureat naukowej nagrody Gdańskiego Towarzystwa Naukowego i Prezydenta Miasta Gdańska.
Od 2020 członek międzynarodowej Rady Naukowej włoskiego czasopisma naukowego L’Ircocervo, poświęconego zagadnieniom metodologii nauk prawnych, teorii i filozofii prawa oraz doktryn prawnych.

## Działalność zawodowa
Adwokat od 2013, prowadzi w Gdańsku indywidualną kancelarię adwokacką.
W 2011 roku, jako aplikant adwokacki zajął trzecie miejsce w Ogólnopolskim Konkursie Krasomówczym dla Aplikantów Adwokackich im. Stanisława Mikke.
W 2014 zdobył tytuł Profesjonalisty Forbesa, wygrywając w rankingu Profesjonaliści Forbesa 2014, w kategorii zawodu adwokata.
W 2019 roku był ekspertem ogólnopolskiego projektu badawczo-wdrożeniowego „Równość Szans Płci. Opracowanie i wdrożenie spójnego systemu monitorowania równości szans płci oraz modelu współpracy międzysektorowej na rzecz równości szans płci”, współfinansowanego przez Unię Europejską.
Reprezentował w postępowaniu krajowym w sprawie katastrofy smoleńskiej Małgorzatę Rybicką oraz Ewę Solską, które sprzeciwiały się przymusowym ekshumacjom ich mężów: Arkadiusza Rybickiego oraz Leszka Solskiego. Współpracował z Helsińską Fundacją Praw Człowieka przy wniesieniu skargi do Europejskiego Trybunału Praw Człowieka w tej sprawie.
W 2020 roku reprezentował azerskiego opozycjonistę, dziennikarza i działacza na rzecz praw człowieka Dashghina Aghalarli, jako jego obrońca w postępowaniu ekstradycyjnym.
Od 2020 jest członkiem Komisji ds. Współpracy z Zagranicą i Praw Człowieka Okręgowej Rady Adwokackiej w Gdańsku, a nadto od 2021 jest członkiem Komisji Zagranicznej Naczelnej Rady Adwokackiej oraz członkiem delegacji polskiej Adwokatury do Rady Adwokatur i Stowarzyszeń Prawniczych Europy – CCBE (Council of Bars and Law Societes of Europe). Od grudnia 2021 roku jest także członkiem Komitetu ds. Szkoleń Rady Adwokatur i Stowarzyszeń Prawniczych Europy – CCBE (CCBE Training Committee). Inicjator i organizator corocznych sympozjów prawniczych Pomorskiej Izby Adwokackiej z udziałem prawników zagranicznych, odbywających się w nawiązaniu do corocznie obchodzonego Międzynarodowego Dnia Praw Człowieka.

## Działalność społeczna
W 2006 bezskutecznie kandydował do Rady Miasta Gdańska z list Platformy Obywatelskiej, otrzymując 529 głosów. W latach 2007–2011 był radnym dzielnicy Letnica.
W marcu 2011 złożył do Parlamentu Europejskiego petycję dotyczącą praw językowych Polaków na Litwie, która przez wiele lat była rozpatrywana przez Parlament Europejski, w tym dwukrotnie stała się przedmiotem wysłuchania publicznego. Petycja przyczyniła się do nagłośnienia na forum europejskim problemów z zagwarantowaniem Polakom na Litwie praw językowych mniejszości (m.in. prawa do pisowni imion i nazwisk w języku ojczystym, dwujęzycznych oznaczeń topograficznych, oficjalnego obowiązywania języka mniejszości jako języka pomocniczego) oraz uświadomiła znaczenie tej sprawy jako ważnego przypadku z zakresu ochrony praw fundamentalnych w UE.
W latach 2016–2017 członek Gdańskiej Rady ds. Równego Traktowania przy Prezydencie Miasta Gdańsk. Pomysłodawca Gdańskiej Nagrody Równości, która jest przyznawana od 2017 roku, a od 2019 roku nosi imię Pawła Adamowicza.
W latach 2016–2019 był członkiem Rady Muzeum Stutthof w Sztutowie. Od lipca 2020 roku członek Zespołu Laboratorium „Więzi” chrześcijańskiego personalistycznego think tanku o charakterze interdyscyplinarnym, zrzeszającego ponad 60 ekspertów (naukowców, publicystów, twórców, analityków czy publicystów). W październiku 2020 roku jeden z sygnatariuszy otwartego listu do biskupów polskich „Nie w naszym imieniu”, m.in. sprzeciwiającego się instrumentalizacji politycznej Kościoła w Polsce.
Jest członkiem Rady Fundacji Uniwersyteckich Poradni Prawnych oraz kierownikiem Studenckiej Uniwersyteckiej Poradni Prawnej Uniwersytetu Gdańskiego, świadczącej nieodpłatnie pomoc prawną osobom potrzebującym. Współpracuje także z Helsińską Fundacją Praw Człowieka.
W 2017 założył Fundację Gdańskiej Jedynki, związaną z I Liceum Ogólnokształcącym im. Mikołaja Kopernika w Gdańsku. Fundacja ta wspiera edukację uczniów, poprzez organizację zajęć rozwijających pasje i talenty uczniów. Tomasz Snarski, jako przedstawiciel Fundacji Gdańskiej Jedynki, wchodzi w skład Kapituły Nagrody im. Arama Rybickiego, przyznawanej od 2019 roku dla wyróżniających się zaangażowaniem społecznym na rzecz dobra wspólnego uczniów.
Jest również wolontariuszem i współpracownikiem wileńskiego Hospicjum bł. ks. Michała Sopoćki w Wilnie.
W 2023 otrzymał Medal Prezydenta Miasta Gdańska z okazji 25-lecia współpracy Gdańska i Wilna – za pielęgnowanie więzi i rozwój współpracy kulturalnej obu miast.

## Działalność artystyczna i kulturalna
Autor trzech tomów poezji: Przezpatrzenia (wyd. 1 – Gdańsk 2012, wyd. 2 – Gdańsk 2014), Werblista (Wilno 2016), Żmuty (Wilno 2021). 
Jego twórczość była także publikowana m.in. w: Twórczości, Blizie, Akancie, Znad Wilii, Naujoji Romuva, Šiaurės Atėnai, Revue littéraire du Barreau de Paris oraz antologiach poetyckich.
Wybrane wiersze Tomasza Snarskiego zostały przetłumaczone na język włoski (tłum. Roberto M. Polce), litewski (tłumacz. Artur Konickis, publikacja w czasopiśmie literackim Naujoji Romuva, nr 2015/3; Birutė Jonuškaitė), hiszpański (tłum. Ricardo Zarco Maldonado), japoński (tłum. Michiko Tsukada) oraz angielski (tłum. Agnieszka Sikorska). 
W 2022 roku ukazał się tom poezji Tomasza Snarskiego w języku litewskim pt. „Žiemos visada bus baltos” (Kaunas 2022), zawierający wybór dotychczasowych wierszy autora w tłumaczeniu Birutė Jonuškaitė. Z kolei w 2024 roku nakładem wydawnictwa Cacucci Editore z Bari ukazał się tom poezji Tomasza Snarskiego w języku włoskim pt. "Grovigli" (tłum. Roberto M. Polce), zawierający głównie wiersze z tomu "Żmuty" oraz nowe utwory, dotychczas niepublikowane.  
W 2015 został nagrodzony przez kwartalnik „Znad Wilii” w konkursie Polacy Wielu Kultur. Od 2016 jest stałym współpracownikiem kwartalnika Znad Wilii. Kilkakrotnie uczestniczył w Międzynarodowym Festiwalu Poezji Maj nad Wilią, organizowanym przez Romualda Mieczkowskiego i kwartalnik Znad Wilii. W jesiennej odsłonie „Maja nad Wilią” 2021 prezentował wykłady pt. „Miłosz – Prawnik – Poeta – Noblista”. W 2016 roku laureat nagrody im. Witolda Hulewicza.
W 2017 został laureatem stypendium kulturalnego miasta Gdańska „Fundusz Mobilności”, w związku z którym uczestniczył, jako jeden z ośmiu gości z całego świata, w międzynarodowym festiwalu poezji Letras en la Mar w Puerto Vallarta w Meksyku. Kilkukrotny laureat Stypendium Kulturalnego Miasta Gdańska (projekty: „Morze prawa i kultury”, „Opowieści z gdańskiej Letnicy” oraz „NeMo. Pomiędzy Neris a Motławą”).
Od 2020 dyrektor artystyczny interdyscyplinarnego festiwalu Wilno w Gdańsku/ Vilnius Gdanske (z którym współpracuje od 2019 roku), organizowanego przez Gdańsk i Wilno jako miasta partnerskie. Od grudnia 2022 roku kurator artystyczny projektu literackiego „Bursztyny literatury”.
W 2022 roku zorganizował projekt pt. „Poezja, która przynosi pokój”, publikując esej stanowiący swoisty manifest poezji uwikłanej moralnie, ocalającej człowieczeństwo w najgorszych sytuacjach i stanowiącej potężne narzędzie wprowadzające pokój. Jednocześnie odbyło się kilka spotkań literackich wokół znaczenia poezji jako przeciwwagi dla wojny i przemocy, jak również zagadnienia moralnego uwikłania poezji. Pierwsze spotkanie odbyło się w Centralnej Miejskiej Bibliotece Publicznej w Wilnie, z okazji Światowego Dnia Poezji. Drugie miało miejsce w maju Gdańsku w Bibliotece pod Żółwiem. Trzecie spotkanie z cyklu miało miejsce podczas XXIX Międzynarodowego Festiwalu Poetyckiego „Maj nad Wilią”, zaś finalne spotkanie cyklu zorganizowano w ramach festiwalu „Wilno w Gdańsku”; wzięło w nim udział łącznie czternastu poetów z Polski i Litwy. Wydarzenia te zostały pomyślane jako pokojowy symbol solidarności wobec walczącej Ukrainy.
W 2024 aktywnie uczestniczył w Międzynarodowym Kongresie Literatury (International Congress of Literature Vilnius 2024), zorganizowanym przez Wilno miasto literatury Unesco. 
12 października 2024 roku w Neapolu został nagrodzony I nagrodą za działalność kulturalną w konkursie "Polak Roku we Włoszech i na Świecie".
29 lipca 2025 r. uczestniczył w konferencji ,,Czy sztuka może ocalić świat?"  na Uniwersytecie im. Aldo Moro w Bari, pod przewodnictwem prof. ANTONIO INCAMPO.
Członek Gdańskiego Klubu Poetów. 

## Publicystyka
W latach 2010–2012 redaktor naczelny Gazety Wydziału Prawa i Administracji Uniwersytetu Gdańskiego. Od 2018 roku publicysta portalu Więź.pl. Jest także stałym współpracownikiem polskich mediów na Litwie, w tym kwartalnika Znad Wilii oraz magazynu Kurier Wileński.

## Wybrane publikacje

### Poezja[121][122]
- Przezpatrzenia (Gdańsk 2012, drugie wydanie Gdańsk 2014)[123][124][125][126]
- Werblista (Wilno 2016)[127]
- Żmuty (Wilno 2021)[128][129][130][131]
- Žiemos visada bus baltos (Kaunas 2022), tłumaczenie na język litewski Birutė Jonuškaitė[87][88][89]
- Grovigli (Bari 2024), tłumaczenie na język włoski Roberto M. Polce[132][133].

### Prawo, filozofia
- Debata Hart – Fuller i jej znaczenie dla filozofii prawa (Gdańsk 2018)[134]
- Kościół katolicki wobec kary śmierci. Między prawem a filozofią i teologią (Warszawa 2021)[135][136]
- Wróblewski (Sopot 2020)[137][138]

Prowadzi interdyscyplinarnego wideobloga „Morze prawa” podejmującego zagadnienia z zakresu prawa karnego, filozofii oraz praw człowieka.